# Brøndbyvester
Brøndbyvester är en kommundel i Brøndby kommun, Region Hovedstaden, Danmark. Här ligger Idrættens Hus, sportarenan Brøndby Stadion, idrottshallen Brøndbyhallen samt kommunens rådhus.